# تویوکو توکیو
تویوکو توکیو (انگلیسی: Toyoko Tokiwa؛ زادهٔ ۱۵ ژانویهٔ ۱۹۳۰) عکاس اهل ژاپن است.

## پیشه
تویوکو توکیو در ۱۵ ژانویه ۱۹۳۰ به دنیا آمد. خانواده‌اش یک عمده‌فروش مشروب در یوکوهاما، جایی که او تا زمانی که توسط آمریکایی‌ها در ۲۹ مه ۱۹۴۵ به آتش کشیده شد، زندگی می‌کرد، رویدادی که در آن پدرش دچار سوختگی شدید شد. او توسط برادر بزرگترش با دوربین و تاریک‌خانه آشنا شد.